# Кубок Рока
Кубок Року (англ. Roca Cup) — змагання, що проходило між збірною Аргентини і збірної Бразилії з футболу на нерегулярній основі з 1914 по 1976 роки і відновленне з 2011 року під назвою Суперкласіко де лас Амерікас.

## Історія
Змагання було створено у 1913 році президентом Аргентини Хуліо Рока, який дуже любив футбол. До президентського поста Рока був послом у Бразилії і вважав, що матчі між збірними командами створять здорову конкуренцію і допоможуть розвитку футболу в цих країнах. За задумом Кубок грався кожен раз у різній країні, і, незважаючи на численні зміни у форматі Кубка, це правило не завжди дотримувалося.
Хуліо Рока пожертвував трофей аргентинської футбольної федерації, і було вирішено, що змагання буде проходити протягом 3-х років у вигляді єдиного матчу, а країна, що вигравала двічі, збереже трофей назавжди. У 1915 році аргентинська футбольна федерація злилася з Асоціацією футболу Аргентини, і Кубок не проводився. У 1922 році Бразильська спортивна конфедерація погодилася обговорити продовження матчів, які Бразилія виграла двічі, завоювавши, таким чином, Кубок Рока, хоча останній матч, проведений на наступний рік, Аргентина виграла.
У 1938 році обидві футбольні асоціації погодилися знову провести змагання. Формат був змінений, і кубок переходив новому переможцю. У разі, якщо у двох матчах була б зафіксована нічия або обидві команди по разу перемагали, грався б третій матч. У січні 1939 року Аргентина виграла з рахунком 5:1 в Ріо-де-Жанейро. Наступний матч ряснів спірними моментами і команда гостей (Аргентини) у знак протесту покинула поле після того, як арбітр призначив пенальті. Проте команду Бразилії це не зупинило, і вона забила 3-й м'яч у порожні ворота. У третьому і четвертому матчі, які були зіграні в Сан-Паулу, Аргентина перемогла.
У 1940 році кубок грався в Аргентині, де остання виграла два матчі (6:1 і 5:1), а Бразилія лише один (2:3).
У турнірі 1957 року на Маракані дебютував у збірній Бразилії Пеле, викликаний під прапори збірної тренером Сілвіо Пірілло. Після 1940 року всі кубки вигравала Бразилія, за винятком розіграшу 1971 року (коли після двох нічиїх Кубок був визнаний нічийним).
2010 року керівництво футбольних федерацій Бразилії й Аргентини ухвалили рішення відродити Кубок Року, нині він відомий як Суперкласіко де лас Амерікас. Вперше він пройшов у 2011 році і перемогу в ньому здобула збірна Бразилії.

## Місце проведення
- 27 вересня 1914 —  Буенос-Айрес
- 22 жовтня 1922 —  Сан-Паулу
- 9 грудня 1923 —  Буенос-Айрес
- 15 січня 1939 —  Ріо-де-Жанейро
- 22 січня 1939 —  Ріо-де-Жанейро
- 18 лютого 1940 —  Сан-Паулу
- 25 лютого 1940 —  Сан-Паулу
- 5 березня 1940 —  Буенос-Айрес
- 10 березня 1940 —  Буенос-Айрес
- 17 березня 1940 —  Буенос-Айрес
- 16 грудня 1945 —  Сан-Паулу
- 20 грудня 1945 —  Ріо-де-Жанейро
- 23 грудня 1945 —  Ріо-де-Жанейро
- 7 липня 1957 —  Ріо-де-Жанейро
- 10 липня 1957 —  Сан-Паулу
- 26 травня 1960 —  Буенос-Айрес
- 29 травня 1960 —  Буенос-Айрес
- 13 квітня 1963 —  Сан-Паулу
- 16 квітня 1963 —  Ріо-де-Жанейро
- 28 липня 1971 —  Буенос-Айрес
- 31 липня 1971 —  Буенос-Айрес
- 27 лютого 1976 —  Буенос-Айрес
- 19 травня 1976 —  Ріо-де-Жанейро

## Результати матчів Кубка Рока
| 1914 | Бразилія  | — | Аргентина | 1:0             |
| 1922 | Бразилія  | — | Аргентина | 2:1             |
| 1923 | Аргентина | — | Бразилія  | 2:0             |
| 1939 | Аргентина | — | Бразилія  | 5:1 2:3         |
| 1940 | Аргентина | — | Бразилія  | 2:2 3:0         |
| 1940 | Аргентина | — | Бразилія  | 6:1 2:3 5:1     |
| 1945 | Бразилія  | — | Аргентина | 3:4 6:2 3:1     |
| 1957 | Бразилія  | — | Аргентина | 1:2 2:0         |
| 1960 | Бразилія  | — | Аргентина | 2:4 4:1         |
| 1963 | Бразилія  | — | Аргентина | 2:3 5:2         |
| 1971 | Аргентина | — | Бразилія  | 1:1 2:2 (нічия) |
| 1976 | Бразилія  | — | Аргентина | 2:1 2:0         |

## Титули
- Бразилія — 8
- Аргентина — 5